# قنطرة بنزرت
قنطرة بنزرت إحدى مدن الجمهورية التونسية تابعة جرزونة من ولاية بنزرت. ترقيمها البريدي هو 7021.